# Disorgasmia
A disorgasmia é a experiência de um orgasmo doloroso, geralmente no abdômen. A condição pode ocorrer durante ou após o orgasmo, às vezes até várias horas após a ocorrência do orgasmo. Tanto homens quanto mulheres podem sentir dor orgástica. O termo às vezes é usado de forma intercambiável com ejaculação dolorosa quando experimentado por um homem, mas a dor ejaculatória é apenas um subtipo de disorgasmia masculina, pois os homens podem sentir dor sem ejacular.  O fenômeno é mal compreendido  e pouco pesquisado.  A disorgasmia pode surgir como efeito colateral de intervenções cirúrgicas como a prostatectomia. 